# Tampere United
A Tampere United finn sportklub labdarúgó egyesület. Székhelye Tamperében van. 1998 júliusában alapították. Az alapításuk után egy évvel már az első osztály a Veikkausliiga tagjai voltak. 2001-ben, 2006-ban és 2007-ben bajnoki címet szereztek.
A csapat megnyerte a 2006-os bajnokságot, így indulhatott a Bajnokok Ligája 2007–08-as szezonjában, ahol a harmadik fordulóig jutott. A Rosenborg ütötte ki őket a csoportkörbe jutástól, 5-0-s összesítéssel, az UEFA-kupa első körében pedig a Girondins Bordeaux búcsúztatta a csapatot.

## Sikerei
- 3-szoros finn bajnok (2001, 2006, 2007)
- Finn Kupa-győztes (2007)
- Finn Ligakupa-győztes (2009)

## Jelenlegi keret
| #  |      | Poszt | Név                          |
| -- | ---- | ----- | ---------------------------- |
| 1  | finn | K     | Mikko Kavén (csapatkapitány) |
| 2  | finn | V     | Toni Järvinen                |
| 3  | finn | V     | Mathias Lindström            |
| 5  | finn | V     | Antti Ojanperä               |
| 6  | finn | V     | Samu Siukola                 |
| 7  | finn | V     | Jussi Kujala                 |
| 8  | finn | KP    | Antti Pohja                  |
| 9  | finn | KP    | Juha Pirinen                 |
| 11 | finn | CS    | Aleksei Kangaskolkka         |
| 12 | finn | K     | Juha Soukiala                |
| 13 | finn | V     | Sakari Saarinen              |
| 13 | finn | V     | Ilari Ruuth                  |

| #  |           | Poszt | Név                  |
| -- | --------- | ----- | -------------------- |
| 17 | finn      | V     | Vili Savolainen      |
| 18 | brazília  | KP    | Rafinha              |
| 21 | finn      | KP    | Jonne Hjelm          |
| 22 | finn      | KP    | Henri Scheweleff     |
| 23 | Új-Zéland | KP    | Chris James          |
| 24 | finn      | KP    | Kimmo Ruukki         |
| 25 | finn      | KP    | Aapo Lappalainen     |
| 27 | finn      | V     | Johannes Mononen     |
| 28 | finn      | KP    | Jaakko Ruuskanen     |
| 29 | finn      | CS    | Mikko-Ville Hyyhönen |
| 30 | finn      | CS    | Jari Niemi           |
| –– | finn      | KP    | Jusu Karvonen        |

## Játékosok kölcsönben
| #  |      | Poszt | Név                                     |
| -- | ---- | ----- | --------------------------------------- |
| 10 | finn | KP    | Tomi Petrescu (kölcsönben az Ascolinál) |

|  |

## Híres játékosok
- Mikko Kavén
- Jari Niemi
- Antti Pohja
- Jarkko Wiss
- Jussi Kuoppala
- Sakari Saarinen
- Tomi Petrescu

## Híres korábbi játékosok
- Pasi Salmela
- Vasile Marchis
- Ville Lehtinen
- Dionisio
- Noah Hickey
- Lee Jones
- Janne Räsänen
- Répási László

## Külső hivatkozások
- (finn) (angol) Hivatalos honlap